# Anna Hofer
Anna Hofer (* 28. Februar 1988 in Bruneck) ist eine ehemalige italienische Skirennläuferin. Die stärksten Disziplinen der Südtirolerin waren der Riesenslalom und der Super-G.

## Biografie
Anna Hofer fuhr im Januar 2004 ihre ersten FIS-Rennen, gut ein Jahr später folgten die ersten Starts im Europacup. Im Januar 2006 gewann sie ihr erstes FIS-Rennen, einen Super-G in Pila. Bei Juniorenweltmeisterschaften, an denen sie von 2006 bis 2008 teilnahm, waren ihre besten Resultate der 26. Platz in der Abfahrt 2006 und der 27. Platz im Riesenslalom 2008. 
Nachdem Hofer bis Ende 2009 in fast 50 Europacuprennen nur einmal unter die schnellsten 20 gefahren war, verbesserten sich zu Beginn des Jahres 2010 ihre Ergebnisse. Am 21. Januar erzielte sie mit Platz sechs im Super-G von St. Moritz ihr erstes Top-10-Ergebnis und am 12. März stand sie als Dritte des Riesenslaloms von Kranjska Gora erstmals auf dem Podest. Am 23. Januar 2011 gab Hofer im Super-G von Cortina d’Ampezzo ihr Debüt im Weltcup. In ihrem zweiten Weltcuprennen, dem Riesenslalom am Großen Arber in Zwiesel am 6. Februar desselben Jahres, gewann sie mit Platz 16 ihre ersten Weltcuppunkte.
In der Folge konnte Hofer jahrelang nicht mehr an diese Leistungen anknüpfen, weshalb sie fast nur noch im Europacup startete. Die nächsten Weltcuppunkte ließen mehr als sechs Jahre auf sich warten. Ihr bisher bestes Ergebnis erreichte sie mit einem 10. Platz im Super-G von Val-d’Isère am 17. Dezember 2017.
Ende März 2019 erklärte sie ihren Rücktritt vom aktiven Leistungssport.

## Erfolge

### Weltcup
- 1 Platzierung unter den besten zehn

### Weltcupwertungen
| Saison  | Gesamt | Gesamt | Super-G | Super-G | Riesenslalom | Riesenslalom |
| Saison  | Platz  | Punkte | Platz   | Punkte  | Platz        | Punkte       |
| ------- | ------ | ------ | ------- | ------- | ------------ | ------------ |
| 2010/11 | 111.   | 15     | –       | –       | 39.          | 15           |
| 2016/17 | 128.   | 4      | 53.     | 4       | –            | –            |
| 2017/18 | 78.    | 50     | 29.     | 50      | –            | –            |
| 2018/19 | 131.   | 4      | 56.     | 4       | –            | –            |

### Europacup
- Saison 2013/14: 10. Super-G-Wertung
- Saison 2015/16: 6. Gesamtwertung, 3. Super-G-Wertung, 5. Kombinationswertung, 7. Abfahrtswertung
- Saison 2015/16: 3. Super-G-Wertung
- Saison 2017/18: 9. Abfahrtswertung
- 12 Podestplätze, davon 1 Sieg:

| Datum           | Ort   | Land    | Disziplin |
| --------------- | ----- | ------- | --------- |
| 3. Februar 2016 | Davos | Schweiz | Abfahrt   |

### Juniorenweltmeisterschaften
- Québec 2006: 26. Abfahrt, 44. Riesenslalom
- Altenmarkt/Flachau 2007: 37. Abfahrt, 41. Riesenslalom
- Formigal 2008: 27. Riesenslalom

### Weitere Erfolge
- 24 Siege in FIS-Rennen